# Gold de Grand Rapids
Le Gold de Grand Rapids (Grand Rapids Gold en anglais), est une équipe franchisée de la NBA Gatorade League, ligue américaine mineure de basket-ball créée et dirigée par la NBA. L'équipe est domiciliée à Grand Rapids, Michigan. Ils jouent leurs matches à domicile au Van Andel Arena.

## Historique

### Arsenal d'Anaheim (2006-2009)
Le 18 juillet 2006, Larry Smith est signé pour être le premier entraîneur de la franchise. Il arrive avec une solide expérience, tant en NBA qu’en D-League, comme assistant. Leur premier match se déroule le 24 novembre, une défaite 106 à 87 à domicile contre les D-Fenders de Los Angeles, devant 3151 spectateurs. Les débuts ne sont pas extraordinaires, et le 23 janvier Larry Smith est renvoyé. Durant son bref passage, l’équipe a remporté 10 rencontres pour 15 défaites. C’est son assistant Reggie Geary qui prend la suite. Il fait guère mieux, et la formation termine l’exercice avec 46 % de victoires, mené par Jawad Williams, 19,2 points.
Pour 2007-2008 Geary est prolongé d’une année à la tête de l’équipe. Ils arrivent à avoir par intermittence des joueurs connus, comme Derrick Dial, Marcin Gortat ou Yuta Tabuse. Mais ils ne brillent pas ou restent peu, ce qui ne permet pas à l’Arsenal de décoller. Le bilan est similaire à celui de la première saison, ils ne se qualifient donc pas non plus pour les playoffs.
Le 30 juillet 2008, Geary est remplacé par Sam Vincent, qui arrive comme étant le seul entraîneur de l’histoire à avoir été entraîneur titulaire d’une équipe NBA et Dleague. Même si James White (25,9 points, 2e de la ligue) et Cedric Bozeman sont sélectionnés pour le All-Star Game, les résultats d’Anaheim sont pires que l’année d’avant. Cela ne les empêche pas de battre leur record d’affluence sur une rencontre qui datait du match inaugural. Le 23 mars 2009, ils réussissent ainsi à attirer 5228 spectateurs. La période n’est pourtant pas propice, car ils sont en plein dans une série de douze défaites consécutives, concluant l’exercice avec seulement 30 % de victoires.
Le 31 mars 2009, avant même la fin de la troisième saison, il est annoncé que l’équipe va déménager à Springfield.

### Armor de Springfield (2009-2014)
Le 29 juillet 2009, Dee Brown est nommé au poste d'entraîneur. Le 2 septembre, l'Armor choisit en premier lors de la NBA Development League Expansion Draft 2009, et sélectionne le pivot Marcus Campbell (en). L'équipe termine sa première saison à Springfield avec un bilan de 7 victoires et 43 défaites, le record du plus mauvais bilan dans l'histoire de la NBADL.
Durant la saison 2010-2011, l'Armor a le 5e choix de la Draft 2010 de D-League, et sélectionne Vernon Goodridge. L'Armor termine la saison avec un bilan de 13 victoires et 37 défaites, 6e sur 7 de la conférence Est. Après la saison, l'entraîneur Dee Brown choisit de quitter l'équipe pour rejoindre les Pistons de Détroit. Brown est remplacé par Bob MacKinnon, Jr (en).
Pour la saison 2011-2012, l'Armor conclut un partenariat d'affiliation avec les Nets de Brooklyn, donnant aux Nets le contrôle total sur les opérations de basket-ball et de les rendre seule société affiliée pour l'Armor. Les Nets deviennent la deuxième équipe NBA à avoir une affiliation avec une équipe de D-League, rejoignant les Rockets de Houston, équipe NBA affiliée aux Vipers de Rio Grande Valley,.
Le 21 août 2013, Doug Overton remplace MacKinnon au poste d'entraîneur.

### Drive de Grand Rapids (2014-2021)
Le 15 avril 2014, SSJ Group rachète l'Armor de Springfield et délocalise l'équipe à Grand Rapids, au Michigan pour la saison 2014-2015. L'équipe de Grand Rapids est détenue localement et appartient à une seule équipe NBA, désormais affiliée aux Pistons de Détroit.
L'équipe lance un concours pour le nom de l'équipe peu après l'annonce officielle. Le concours donne quatre finalistes : Drive, Chairmen, Horsepower, et Blue Racers. La communauté a été invitée à voter en ligne pour déterminer le nom de l'équipe parmi les quatre sélectionnés pour devenir le nom officiel de l'équipe. Parmi les quatre noms finalistes, le Drive de Grand Rapids a été sélectionné comme le nom de l'équipe,.
L'affiliation entre les Pistons et le Drive est la troisième entre deux villes après les Red Wings de Détroit de la LNH et les Griffins de Grand Rapids de la LAH, les Tigers de Détroit en Ligue américaine et les Whitecaps de West Michigan (en) de la Midwest League.

### 2014 - 2015
Pour la première saison du Drive, Otis Smith est nommé entraîneur de l'équipe.
Le Drive joue son premier match à Bakersfield le 16 novembre 2014, une défaite 112 à 103. La première rencontre à la maison est par contre un succès, 127 à 99, devant 3300 spectateurs. Avec l’arrivée de Willie Reed, Grand Rapids joue mieux et progresse au classement, jusqu’à dominer un temps sa division. Ils parviennent même jusqu’en finale du showcase, mais tombent 105 à 99 face au Jam de Bakersfield. La suite est plus compliquée avec le départ de joueurs majeurs, et l’équipe tombe peu à peu au classement. Le symbole de cette chute s’illustre bien le 29 mars, jour de leur élimination de la course aux playoffs. Alors qu’ils ont 4 longueurs d’avance face aux Red Claws du Maine, ces derniers inscrivent 5 points lors des 7 dernières secondes de jeu pour repasser devant. Le Drive a une dernière occasion, mais le tir à trois points est refusé pour avoir été pris moins d’un dixième de seconde trop tard. En fin d’exercice Willie Reed est doublement récompensé, sélectionné dans la première équipe de l’année, ainsi que dans la première formation défensive.

### 2015 - 2016
Après avoir bénéficié de 3100 spectateurs de moyenne à la DeltaPlex Arena l’année d’avant, le Drive revoit ses objectifs à la hausse, et en vise 4000 pour la saison 2015-2016. Cependant sur le terrain les résultats ne sont pas au rendez-vous. Les seuls points positifs sont les call ups de Lorenzo Brown et Henry Sims (cela avait déjà été le cas l’an dernier), et le record de Dahntay Jones, qui établit le 31 mars le plus grand nombre de points d’un joueur sur un match pour le Drive avec 45.

### 2016 - 2017
Le 29 juin 2016, Rex Walters est nommé au poste d'entraîneur de l'équipe et remplace Smith.
La saison 2016-217 a l’air de mieux débuter, avec un bilan de cinq victoires pour deux revers. Cependant cela ne dure pas, car une série de cinq défaites se charge de les ramener sur terre. Ils restent dans le coup jusqu’au bout grâce à leur attaque et leur mouvement de balle. Ils ne sont cependant pas assez consistants en défense et au rebond, et le 24 mars sont définitivement sortis de la course aux playoffs lors d’une défaite face aux Mad Ants de Fort Wayne,. Ils finissent tout de même au-dessus des 50 % de victoires pour la première fois de l’histoire du Drive, avec kevin Murphy à 23,1 points.

### 2017 - 2018
Lors de la saison 2017-2018 Robert Werdann est nommé entraîneur mais il ne reste que 12 matchs. Parti pour problèmes familiaux, il est remplacé par son assistant, Ryan Krueger. L’équipe réalise des progrès, et bat même à plusieurs reprises son record du plus grand nombre de passes décisives. En point d’orgue les 35 caviars délivrés le 27 janvier 2018 lors d’une victoire 129 à 101 sur les Vipers de Rio Grande Valley. Autre point positif, le 16 mars Ben Wallace devient copropriétaire de la franchise . Parmi les points négatifs, le 25 mars 2018 Zeke Upshaw (en) fait une crise cardiaque sur le terrain à 40 secondes de la fin du match contre Long Island, et meurt. L’équipe décide de jouer les playoffs pour lesquels ils se sont qualifiés pour la première fois avec un patch « Zeke » sur le maillot. le premier tour des playoffs se déroule moins d’une semaine plus tard, et Grand Rapids tombe face aux Raptors 905 sur la marque de 92 à 88.

### 2018 - 2019
Pour 2018-2019 Krueger reste en place avec la mission de mettre en place les systèmes de l’équipe mère des Pistons de Detroit. La sauce met un peu de temps à prendre car mi-février ils ont encore un bilan négatif. Ils parviennent aux 50 % de succès le 20 février lors d’un succès sur les Bayhawks d’Erie, en battant trois de leurs records au passage. Ils égalisent leur record du nombre de points avec 142, tandis que Marcus Thornton rentre 11 tirs derrière l’arc. Enfin, ils réussissent 40 passes décisives. Pour la seconde année ils retournent en playoffs en remportant 15 de leurs 19 derniers matchs, et retrouvent les Raptors 905. il faut cette fois une prolongation pour départager les deux formations. C’est Jordan Lloyd qui met le panier décisif à 11 secondes du buzzer, qualifiant la franchise canadienne 91 à 90.

### 2019 - 2020
Le 3 mai 2019, le futur de la franchise devient incertain, alors que le Drive repousse une offre des Pistons de Detroit qui souhaitent avoir un affilié plus proche que Grand Rapids. L’accord entre les deux franchises court jusqu’à la fin de la saison 2020-2021, mais après les Pistons pourraient créer une nouvelle équipe. Les propriétaires du Drive veulent cependant rester optimistes, car Grand Rapids est l’une des rares formations de G-League à ne pas être en déficit.
Le 13 septembre 2019, Donnie Tyndall est nommé entraîneur de l’équipe. La solution interne a été privilégiée, car Tyndall était assistant de Krueger l’an d’avant. Le Drive repart sur les bases de l’exercice précédent, et à la mi-saison ils occupent la dernière place qualificative pour les playoffs. Alors que leur attaque n’est pas extraordinaire, ils s’appuient sur une belle défense, première de la ligue au nombre de point encaissés pour 100 possessions. La raquette est ainsi difficile à atteindre. Le 25 janvier, Tra-Deon Hollins distribue 18 passes décisives, établissant le nouveau record de l’histoire de la franchise. Dans le même temps, Donta Hall est choisi dans l’équipe type de la mi-saison. L’épidémie de Covid-19 vient mettre un terme prématurément à ce bel exercice, alors que l’équipe a remporté 25 succès pour 18 revers, soit 58 % de victoires.
À la suite de cet exercice écourté, les mauvaises nouvelles continuent d'affluer. Le 29 juillet 2020, les Pistons de Détroit annoncent avoir racheté les Suns de Northern Arizona. 
Detroit était à la recherche d'une nouvelle équipe affiliée à la suite du refus du Drive de déménager dans le Michigan. C'est donc la formation de l'Arizona qui viendra pour s'installer à l'université de Wayne State. 
Ces changements s'appliqueront à l'issue de la saison 2020-2021, les affiliations des Suns de Phoenix et des Pistons de Détroit restent inchangées d'ici là.

### Logos

Logo des Arsenal d'Anaheim (2006-2009)
Logo de l'Armor de Springfield (2009-2014)
Logo du Drive de Grand Rapids (2014-2021)
Logo du Gold de Grand Rapids (2021-)

## Résultats sportifs

### Palmarès
| Palmarès de l'Arsenal d'Anaheim                  |
| - NBA Gatorade League - 3 participations - Néant |
| Palmarès de l'Armor de Springfield               |
| - NBA Gatorade League - 5 participations - Néant |
| Palmarès du Drive de Grand Rapids                |
| - NBA Gatorade League - 6 participations - Néant |

### Saison par saison
| Arsenal d'Anaheim         |                           |                           |     |     |      |                                       |  |
| 2006–2007                 | Western                   | 4e                        | 23  | 27  | .460 |                                       |  |
| 2007–2008                 | Western                   | 4e                        | 23  | 27  | .460 |                                       |  |
| 2008–2009                 | Western                   | 6e                        | 15  | 35  | .300 |                                       |  |
| Armor de Springfield      |                           |                           |     |     |      |                                       |  |
| 2009–2010                 | Eastern                   | 7e                        | 7   | 43  | .140 |                                       |  |
| 2010–2011                 | Eastern                   | 6e                        | 13  | 37  | .260 |                                       |  |
| 2011–2012                 | Eastern                   | 1er                       | 29  | 21  | .580 | Éliminé au premier tour (Canton)      |  |
| 2012–2013                 | Eastern                   | 5e                        | 18  | 32  | .360 |                                       |  |
| 2013–2014                 | Eastern                   | 3e                        | 22  | 28  | .440 |                                       |  |
| Drive de Grand Rapids     |                           |                           |     |     |      |                                       |  |
| 2014–2015                 | Central                   | 4e                        | 23  | 27  | .460 |                                       |  |
| 2015–2016                 | Central                   | 4e                        | 21  | 29  | .420 |                                       |  |
| 2016-2017                 | Central                   | 4e                        | 26  | 24  | .520 |                                       |  |
| 2017-2018                 | Central                   | 2e                        | 29  | 21  | .580 | Éliminé au premier tour (Raptors 905) |  |
| 2018-2019                 | Central                   | 1er                       | 28  | 22  | .560 | Éliminé au premier tour (Raptors 905) |  |
| 2019-2020                 | Central                   | 3e                        | 25  | 18  | .581 |                                       |  |
| Bilan en saison régulière | Bilan en saison régulière | Bilan en saison régulière | 302 | 391 | .436 |                                       |  |
| Bilan en playoffs         | Bilan en playoffs         | Bilan en playoffs         | 1   | 4   | .200 |                                       |  |

## Personnalités et joueurs du club

### Entraîneurs successifs
Le tableau suivant présente la liste des entraîneurs du club depuis 2006.
| #                     | Entraîneur          | Période   | Saison régulière | Saison régulière | Saison régulière | Saison régulière | Playoffs | Playoffs | Playoffs | Playoffs | Récompenses |
| #                     | Entraîneur          | Période   | M                | V                | D                | %                | M        | V        | D        | %        | Récompenses |
| --------------------- | ------------------- | --------- | ---------------- | ---------------- | ---------------- | ---------------- | -------- | -------- | -------- | -------- | ----------- |
| Arsenal d'Anaheim     |                     |           |                  |                  |                  |                  |          |          |          |          |             |
| 1                     | Larry Smith         | 2006-2007 | 25               | 10               | 15               | .400             | -        | -        | -        | -        |             |
| 2                     | Reggie Geary        | 2007-2008 | 75               | 36               | 39               | .480             | -        | -        | -        | -        |             |
| 3                     | Sam Vincent         | 2008-2009 | 50               | 15               | 35               | .300             | -        | -        | -        | -        |             |
| Armor de Springfield  |                     |           |                  |                  |                  |                  |          |          |          |          |             |
| 4                     | Dee Brown           | 2009-2011 | 100              | 20               | 80               | .200             | -        | -        | -        | -        |             |
| 5                     | Bob MacKinnon Jr.   | 2011-2013 | 100              | 47               | 53               | .470             | 3        | 1        | 2        | .333     |             |
| 6                     | Doug Overton        | 2013-2014 | 50               | 22               | 28               | .440             | -        | -        | -        | -        |             |
| Drive de Grand Rapids |                     |           |                  |                  |                  |                  |          |          |          |          |             |
| 7                     | Otis Smith          | 2014-2016 | 100              | 44               | 56               | .440             | -        | -        | -        | -        |             |
| 8                     | Rex Walters         | 2016-2017 | 50               | 26               | 24               | .520             | -        | -        | -        | -        |             |
| 9                     | Robert Werdann      | 2017      | 12               | 4                | 8                | .333             | -        | -        | -        | -        |             |
| 10                    | Ryan Krueger (en)   | 2017-2019 | 88               | 53               | 35               | .602             | 2        | 0        | 2        | .000     |             |
| 11                    | Donnie Tyndall (en) | 2019-2021 | 43               | 25               | 18               | .581             | -        | -        | -        | -        |             |
| 12                    | Jason Terry         | 2021-     | -                | -                | -                | -                | -        | -        | -        | -        |             |

## Joueurs célèbres ou marquants
- Brandon Jennings
- Dahntay Jones
- Hasheem Thabeet
- Isaiah Thomas